# Glyptopsidae
Famille
Les Glyptopsidae sont une famille de tortues éteinte.

## Liste des genres
- Mesochelys